# Elisa Di Lazzaro
Elisa Maria Di Lazzaro (Trieste, 5 giugno 1998) è un'ostacolista italiana, campionessa nazionale dei 60 metri ostacoli nel 2017 e nel 2021.
Nel 2018 ha rappresentato l'Italia sia ai Mondiali indoor di Birmingham nei 60 m hs che agli Europei di Berlino nei 100 metri ostacoli e, nella stessa specialità, è stata vicecampionessa ai Mediterranei under 23 di Jesolo.
Detiene i record nazionali juniores sia nei 60 m hs che sui 100 m hs (entrambi migliorati più volte e strappati ad Antonella Bellutti che li deteneva da oltre 30 anni). È allenata da Santiago Antunez.

## Biografia

### Gli inizi
Comincia con l’atletica all’età di 10 anni nel 2008 (categoria Esordienti) con la PentAtletica Trieste, allenata da Stefano Lubiana, poi nel 2011 passa alla società sportiva concittadina Trieste Trasporti Cral Atl. Gio.
Quindi si trasferisce in Emilia-Romagna per motivi familiari e gareggia per l’Atletica AVIS Fidenza nel 2013 (anno a partire dal quale viene allenata da Maurizio Pratizzoli). L’anno seguente viene tesserata dal CUS Parma e dal 2017 ha il doppio tesseramento con i Carabinieri.
Elisa Di Lazzaro, in passato anche tennista, nuotatrice e danzatrice, già da cadetta nel 2012 ha iniziato a vincere titoli italiani, in occasione della finale nazionale dei Giochi Sportivi Studenteschi svoltisi a Roma nello stadio della Farnesina dove ha vinto gli 80 metri ostacoli.
Lo stesso anno è stata due volte quarta (80 m hs e 4x100 m) ai campionati italiani cadette di Jesolo; l’anno dopo nella stessa rassegna nazionale ed uguale città, vince la medaglia di bronzo sugli 80 m hs (arrivando a soltanto due centesimi dall’argento di Martina Millo, 11”61 a 11”63).

### 2014-2017: il primo titolo assoluto indoor
Durante il biennio da allieva (2014-2015) raggiunge risultati di rilievo nei 100 m hs, vincendo prima il bronzo e poi l’argento nelle due edizioni dei campionati italiani under 18; inoltre sempre sui 100 m hs, nel luglio del 2015 partecipa ai Mondiali allievi di Cali (Colombia) dove esce in semifinale (restando a 32 centesimi dall’ultima atleta ammessa alla finale, la polacca Klaudia Siciarz, 13”50 a 13”82).
Il biennio nella categoria juniores 2016-2017, si rivela essere ricco di medaglie vinte ai vari campionati italiani: argento sui 60 m hs e bronzo con la 4x200 m (‘16); poi non ha gareggiato agli assoluti indoor di Ancona ed ha saltato sia gli italiani juniores di Bressanone che gli assoluti di Rieti per un infortunio al piede. Quattro medaglie d’oro, per altrettanti titoli, su cinque finali disputate (‘17): 60 m hs e 4x200 m ai nazionali under 20 indoor; agli italiani assoluti al coperto, dopo la vittoria dei 60 metri ostacoli col tempo di 8”25 (davanti alla compagna di squadra Desola Oki, 8”29), ha sfiorato di un soffio lo standard minimo (8”24) per gli Europei al coperto di Belgrado (Serbia). Durante la stagione all’aperto si è prima laureata campionessa juniores nei 100 m hs e poi ha preso parte agli Europei juniores di Grosseto (Italia): dopo aver superato le batterie (vincendo la sua) e le semifinali (col quinto tempo delle tre serie), corre la finale giungendo quarta a 10 centesimi dal bronzo della polacca Klaudia Siciarz (13”33 a 13”43).

### 2018: l'esordio in Nazionale seniores ai Mondiali indoor
Il 2018, al suo primo anno nella categoria promesse, diventa vicecampionessa assoluta al coperto sui 60 m hs, chiudendo dietro alla vincitrice Veronica Borsi (8”19 a 8”23) e davanti a Micol Cattaneo (8”27); invece con la staffetta 4x200 m dei Carabinieri si laurea campionessa assoluta indoor, in seguito alla squalifica del quartetto delle soldatesse dell’Esercito (prime al traguardo, ma con un cambio irregolare poiché effettuato fuori zona).
Nei giorni seguenti alla fine degli assoluti al coperto di Ancona, in successione le ostacoliste Veronica Borsi prima ed Elisa Di Lazzaro poi (tra loro anche l’altista Alessia Trost) sono rientrate all’interno del meccanismo del cosiddetto “target number” e dunque sono state invitate entrambe dalla IAAF a prendere parte ai Mondiali indoor di Birmingham (Gran Bretagna); nella trasferta britannica la Di Lazzaro è stata la più giovane (19 anni, 20 a giugno) atleta italiana presente fra i tredici azzurri in gara, capitanati dal triplista Fabrizio Donato (41 anni). Ha disputato la batteria dei 60 m hs arrivando ultima al traguardo ed uscendo al primo turno (distante dalle ultime ammesse alle semifinali) così come anche la Borsi.
Durante la stagione all’aperto si è laureata prima vicecampionessa nazionale universitaria nei 100 m hs e poi, sulla stessa specialità, ha vinto il titolo italiano promesse e si è laureata vicecampionessa ai Mediterranei under 23 di Jesolo.
Il 5 luglio realizza in Spagna a Guadalajara il nuovo personale nei 100 metri ostacoli, 13”21 (seconda italiana under 23 di sempre), migliorando il 13”24 corso nel 2017.
L’8 agosto disputa la batteria dei 100 m hs agli Europei di Berlino in Germania, finendo quinta in 13”42 e restando distante dai tempi di ripescaggio per l’accesso alla semifinale.
L’8 settembre a Pescara diventa vicecampionessa assoluta nei 100 m hs dietro la vincitrice Luminosa Bogliolo e precedendo di 3 centesimi Giulia Pennella (13”43 contro 13”46).
È presente nella top ten italiana di sempre sia nei 60 metri ostacoli indoor (settima con 8”22) che nei 100 metri ostacoli (decima con 13”21).
Ha migliorato più volte i precedenti record juniores ultratrentennali di Antonella Bellutti che deteneva sia nei 60 metri che 100 metri ostacoli: quattro volte l’8”38 (1986) sui 60 m hs e tre volte il 13”46 (1985) sui 100 m hs.
Nelle liste italiane giovanili, oltre che essere la primatista nazionale juniores nei 100 m hs (13”24), nei 60 m hs indoor (8”22) e nella staffetta 4x200 m indoor di società (1’40”93), è anche presente nella top ten all time di altre categorie: con 8”23 detiene il secondo miglior tempo promesse indoor sui 60 m hs (dietro Giulia Pennella prima con 8”13); inoltre con 13”78 è la settima allieva nei 100 m hs ed infine con 8”91 è la nona cadetta indoor nei 60 m hs.
Il suo record personale di 13”21 realizzato sui 100 m hs, la colloca al secondo posto delle liste italiane promesse, dietro il 13”08 della primatista Carla Tuzzi.
Dal 2016 in poi ha sempre chiuso nella top ten stagionale italiana, sia al coperto (60 m hs indoor) prima 2017, seconda 2018 e decima 2016 che all’aperto (100 m hs outdoor) seconda 2018, terza 2017 e sesta 2016.
Dal 2014 al 2018 ogni anno ha migliorato sempre il primato personale dei 100 m hs, passando da 14”57 a 13”21 con un miglioramento di 1”36 in cinque stagioni.
È tra le più giovani ostacoliste italiane titolate agli assoluti indoor sui 60 metri ostacoli, avendo vinto il titolo nel 2017 al suo secondo anno della categoria juniores; anche nell’edizione 2018 degli assoluti indoor è stata la più giovane sul podio con Veronica Borsi (1987) e Micol Cattaneo (‘82).
Quando si è laureata campionessa italiana assoluta indoor sui 60 metri ostacoli nel 2017, erano presenti in gara le tre medagliate nell’edizione precedente (oro Giulia Pennella, argento Micol Cattaneo e bronzo Veronica Borsi), che erano anche tre delle quattro ostacoliste vincitrici di nove degli ultimi dieci titoli assegnati (era assente soltanto Marzia Caravelli passata già da qualche anno ai 400 metri ostacoli).
Dopo non aver preso parte a tre edizioni di fila dei campionati italiani assoluti (Torino 2015 era nella lista partecipanti di tre gare (100 m hs, 4x100 e 4x400 m), ma non è stata presente in nessuna; sia a Rieti 2016 che a Trieste 2017, è stata assente), ha poi esordito a Pescara 2018 laureandosi vicecampionessa nei 100 m hs.
In entrambe le rassegne internazionali giovanili a cui ha gareggiato, (Mondiali allievi di Cali 2015 ed Europei juniores di Grosseto 2017), ha trovato la polacca Klaudia Siciarz sulla sua strada: è stata l’ultima qualificata alla finale di Cali (dove la Di Lazzaro è stata semifinalista) ed ha vinto il bronzo a Grosseto (con la Di Lazzaro quarta).
Il suo attuale allenatore è il guru degli ostacoli Santiago Antunez (Cuba). Dal 2018 sí è trasferita a Formia per allenarsi con campioni mondiali ed italiani alla ricerca del salto di qualità.
In quattro finali di vari campionati italiani, ha conteso la medaglia d’oro alla compagna di allenamenti Desola Oki: ai nazionali allieve di Milano 2015, Oki 13”62 e Di Lazzaro 13”78; agli italiani juniores indoor di Ancona 2017, 8”28 ed Oki 8”42; ai nazionali assoluti indoor di Ancona 2017, Di Lazzaro 8”25 ed Oki 8”29; agli italiani juniores di Firenze 2017, Di Lazzaro 13”25 ed Oki 13”54.
In tre finali di campionati nazionali giovanili, ha conteso la medaglia d’argento alla concittadina e coetanea Martina Millo, entrambe nate a Trieste nel 1998: agli italiani cadette di Jesolo 2013, Millo 11”61 e Di Lazzaro 11”63; ai nazionali allieve di Rieti 2014, Millo 13”82 e Di Lazzaro 13”94; agli italiani allieve di Milano 2015, Di Lazzaro 13”78 e Millo 13”88.

## Record nazionali
Juniores
- 100 metri ostacoli: 13"24 ( Savona, 25 maggio 2017)[12]
- 60 metri ostacoli indoor: 8"22 ( Ancona, 4 marzo 2017)[13]
- Staffetta 4×200 metri indoor di società: 1'40"93 ( Padova, 22 febbraio 2015) (Martina Manzini, Desola Oki, Elisa Di Lazzaro, Ayomide Folorunso)[14]

## Progressione

### 60 metri ostacoli indoor
| Stagione | Tempo | Luogo        | Data      | Rank. Mond. |
| -------- | ----- | ------------ | --------- | ----------- |
| 2022/23  | 8"20  | Val-de-Reuil | 4-2-2023  |             |
| 2021/22  | 8"11  | Ostrava      | 3-2-2022  |             |
| 2020/21  | 8"12  | Toruń        | 7-3-2021  |             |
| 2019/20  | 8"26  | Ancona       | 22-2-2020 |             |
| 2018/19  | 8"24  | Ancona       | 3-2-2019  |             |
| 2017/18  | 8"23  | Ancona       | 17-2-2018 |             |
| 2016/17  | 8"22  | Halle        | 4-3-2017  |             |
| 2015/16  | 8"50  | Ancona       | 7-2-2016  |             |
| 2014/15  | 8"79  | Ancona       | 15-2-2015 |             |
| 2013/14  | 8"78  | Modena       | 2-3-2014  |             |

### 100 metri ostacoli
| Stagione | Tempo | Luogo       | Data      | Rank. Mond. |
| -------- | ----- | ----------- | --------- | ----------- |
| 2023     | 13"04 | Turku       | 13-6-2023 |             |
| 2022     | 13"00 | Madrid      | 18-6-2022 |             |
| 2021     | 12"90 | Savona      | 13-5-2021 |             |
| 2020     | 13"05 | Roma        | 17-9-2020 |             |
| 2018     | 13"21 | Guadalajara | 6-7-2018  |             |
| 2017     | 13"24 | Savona      | 25-5-2017 |             |
| 2016     | 13"67 | Modena      | 21-5-2016 |             |
| 2015     | 14"43 | Modena      | 9-5-2015  |             |
| 2014     | 14"57 | Imola       | 28-6-2014 |             |

## Palmarès
| Anno | Manifestazione   | Sede       | Evento    | Risultato  | Prestazione | Note                          |
| ---- | ---------------- | ---------- | --------- | ---------- | ----------- | ----------------------------- |
| 2015 | Mondiali U18     | Cali       | 100 m hs  | Semifinale | 13"82       | [ 15 ]                        |
| 2017 | Europei U20      | Grosseto   | 100 m hs  | 4ª         | 13"43       | [ 16 ]                        |
| 2018 | Mondiali indoor  | Birmingham | 60 m hs   | Batteria   | 8"35        | [ 17 ]                        |
| 2018 | Mediterraneo U23 | Jesolo     | 100 m hs  | Argento    | 13"22       | [ 18 ]                        |
| 2018 | Europei          | Berlino    | 100 m hs  | Batteria   | 13"42       | [ 19 ]                        |
| 2021 | Europei indoor   | Toruń      | 60 m hs   | Semifinale | 8"12        | Miglior prestazione personale |
| 2021 | Giochi olimpici  | Tokyo      | 100 m hs  | Batteria   | 13"08       |                               |
| 2022 | Mondiali indoor  | Belgrado   | 60 m hs   | Semifinale | 8"11        | =                             |
| 2022 | Mondiali         | Eugene     | 100 m hs  | Batteria   | 13"16       |                               |
| 2022 | Europei          | Monaco     | 100 m hs  | Semifinale | 13"11       |                               |
| 2023 | Europei indoor   | Istanbul   | 60 m hs   | Semifinale | 8"06        |                               |
| 2023 | Giochi europei   | Chorzów    | A squadre | Oro        | 426,5 p.    | [ 20 ]                        |
| 2025 | Europei indoor   | Apeldoorn  | 60 m hs   | Semifinale | 8"05        | =                             |
| 2025 | Mondiali indoor  | Nanchino   | 60 m hs   | Semifinale | 8"42        |                               |

## Campionati nazionali
- 3 volte campionessa nazionale assoluta indoor dei 60 m hs (2017, 2021, 2022)
- 1 volta campionessa nazionale assoluta indoor della staffetta 4×200 m (2018)
- 1 volta campionessa nazionale promesse dei 100 m hs (2018)
- 2 volte campionessa nazionale promesse indoor dei 60 m hs (2019, 2020)
- 1 volta campionessa nazionale juniores dei 100 m hs (2017)
- 1 volta campionessa nazionale juniores indoor dei 60 m hs (2017)
- 1 volta campionessa nazionale juniores indoor della staffetta 4×200 m (2017)

2012
- 4ª ai campionati italiani cadetti (Jesolo), 80 m hs - 12"15[21]
- 4ª ai campionati italiani cadetti (Jesolo), 4×100 m - 48"87[22]

2013
- Bronzo ai campionati italiani cadetti (Jesolo), 80 m hs - 11"63[23]
- In finale ai campionati italiani cadetti (Jesolo), 4×100 m - dq[24]

2014
- 6ª ai campionati italiani allievi indoor (Ancona), 60 m hs - 8"94[25]
- 10ª ai campionati italiani allievi indoor (Ancona), 4×200 m - 1'46"61[26]
- Bronzo ai campionati italiani allievi (Rieti), 100 m hs - 13"94[27]
- 7ª ai campionati italiani allievi (Rieti), 4×400 m - 4'03"39[28]

2015
- In semifinale ai campionati italiani allievi indoor (Ancona), 60 m hs - dnf[29]
- 9ª ai campionati italiani allievi indoor (Ancona), 4×200 m - 1'47"27[30]
- Argento ai campionati italiani allievi (Milano), 100 m hs - 13"78[31]
- 6ª ai campionati italiani allievi (Milano), 4×400 m - 4'01"49[32]

2016
- Argento ai campionati italiani juniores indoor (Ancona), 60 m hs - 8"50 [33]
- Bronzo ai campionati italiani juniores indoor (Ancona), 4×200 m - 1'44"69[34]

2017
- Oro ai campionati italiani juniores indoor (Ancona), 60 m hs - 8"28[35]
- Oro ai campionati italiani juniores indoor (Ancona), 4×200 m - 1'42"14[36]
- Oro ai campionati italiani assoluti indoor (Ancona), 60 m hs - 8"25[37]
- 5ª ai campionati italiani assoluti indoor (Ancona), 4×200 m - 1'39"79[38]
- Oro ai campionati italiani juniores (Firenze), 100 m hs - 13"25[39]

2018
- Argento ai campionati italiani assoluti indoor (Ancona), 60 m hs - 8"23 [40]
- Oro ai campionati italiani assoluti indoor (Ancona), 4×200 m - 1'36"88[41]
- Argento ai campionati nazionali universitari (Isernia), 100 m hs - 13"54[42]
- Oro ai campionati italiani promesse (Agropoli), 100 m hs - 13"25[43]
- Argento ai campionati italiani assoluti (Pescara), 100 m hs - 13"43[44]

2019
- Oro ai campionati italiani promesse indoor (Ancona), 60 m hs - 8"24
- Bronzo ai campionati italiani assoluti indoor (Ancona), 60 m hs - 8"25

2020
- Oro ai campionati italiani promesse indoor (Ancona), 60 m hs - 8"32
- Argento ai campionati italiani assoluti indoor (Ancona), 60 m hs - 8"29
- Argento ai campionati italiani assoluti (Pescara), 100 m hs - 13"22

2021
- Oro ai campionati italiani assoluti indoor (Ancona), 60 m hs - 8"16
- Argento ai campionati italiani assoluti (Rovereto), 100 m hs - 13"17

2022
- Oro ai campionati italiani assoluti indoor (Ancona), 60 m hs - 8"18
- Oro ai campionati italiani assoluti (Rieti), 100 m hs - 13"00

2023
- Argento ai campionati italiani assoluti indoor (Ancona), 60 m hs - 8"04

2024
- 5ª ai campionati italiani assoluti indoor, 60 m hs - 8"19
- Argento ai campionati italiani assoluti (La Spezia), 100 m hs - 13"02

## Altre competizioni internazionali
2016
- 6ª nell'incontro internazionale indoor U20 Italia-Francia-Germania ( Padova), 60 m hs - 8"87+8"81 = 17"68[45]

2017
- Oro nell'incontro internazionale indoor U20 Germania-Francia-Italia ( Halle), 60 m hs - 8"33+8"22  = 16"55[46]

2023
- Campionati europei a squadre di atletica leggera ( Chorzów)